# MTM Enterprises
MTM Enterprises — американская производственная компания, которая была основана в 1969 году актрисой Мэри Тайлер Мур. Студия выпустила ряд успешных программ и фильмов в 70-х и 80-х. Студии также принадлежал звукозаписывающий лейбл MTM Records. В 1998 году Мур продала студию News Corporation. MTN FONT
LOGO